# Pięciobój morski na Światowych Wojskowych Igrzyskach Sportowych 2011
Pięciobój morski na Światowych Wojskowych Igrzyskach Sportowych 2011 – zawody, które odbywały się w brazylijskim Rio de Janeiro w dniach 18 – 21 lipca 2011 roku podczas igrzysk wojskowych. 
Zawody odbyły się w obiektach Centro de Educação Física Almirante Adalberto Nunes. Polska drużyna zdobyła złoty medal, a indywidualnie Jacek Śliwiński srebrny.

## Harmonogram
| Lipiec 2011      | 16 So | 17 Ni | 18 Po | 19 Wt | 20 Śr | 21 Cz | 22 Pi | 23 So | 24 Ni |
| ---------------- | ----- | ----- | ----- | ----- | ----- | ----- | ----- | ----- | ----- |
| Pięciobój morski |       |       |       |       |       | 4     |       |       |       |

|  | Dzień zawodów | F | Finał (ilość) |

## Konkurencje
- Kobiety – indywidualnie, drużynowo
- Mężczyźni – indywidualnie, drużynowo

W skład pięcioboju morskiego wchodzą: 
- tor przeszkód lądowych - bieg przeszkodowy (10 przeszkód) na dystansie 300 metrów,
- tor przeszkód wodnych - pływanie w płetwach na dystansie 125 metrów,
- ratowanie życia - konkurencja pływacka na dystansie 75 metrów,
- prace bosmańskie - głównie wiosłowanie na dystansie 270 metrów oraz
- bieg terenowy połączony ze strzelaniem.

## Medaliści

### Mężczyźni
| Konkurencja  | Złoto                                                                           | Złoto    | Srebro                   | Srebro | Brąz                  | Brąz  |
| Konkurencja  | Drużyna / Zawodnik                                                              | Wynik    | Drużyna / Zawodnik       | Wynik  | Drużyna / Zawodnik    | Wynik |
| indywidualne | Matthias Wesemann · Niemcy                                                      |          | Jacek Śliwiński · Polska |        | Max Santos · Brazylia |       |
| drużynowo    | Polska · Jacek Śliwiński · Karol Morek · Mateusz Szurmiej · Mateusz Kierzkowski | 24 341 · | Niemcy ·                 |        | Brazylia ·            |       |

### Kobiety
| Konkurencja  | Złoto                     | Złoto | Srebro                          | Srebro | Brąz                   | Brąz  |
| Konkurencja  | Drużyna / Zawodniczka     | Wynik | Drużyna / Zawodniczka           | Wynik  | Drużyna / Zawodniczka  | Wynik |
| indywidualne | Caroline Buunk · Norwegia |       | Terhi Pyyhtia-Sassi · Finlandia |        | Simone Lima · Brazylia |       |
| drużynowo    | Szwecja ·                 |       | Norwegia ·                      |        | Brazylia ·             |       |

## Klasyfikacja medalowa
* Organizator zawodów został zaznaczony tym kolorem.
| Miejsce           | Reprezentacja     | Złoto | Srebro | Brąz | Razem |
| ----------------- | ----------------- | ----- | ------ | ---- | ----- |
| 1                 | Niemcy            | 1     | 1      | 0    | 2     |
| 1                 | Norwegia          | 1     | 1      | 0    | 2     |
| 1                 | Polska            | 1     | 1      | 0    | 2     |
| 4                 | Szwecja           | 1     | 0      | 0    | 1     |
| 5                 | Finlandia         | 0     | 1      | 0    | 1     |
| 6                 | Brazylia *        | 0     | 0      | 4    | 4     |
| Ogółem (6 państw) | Ogółem (6 państw) | 4     | 4      | 4    | 12    |